# Olaf Scheuring
Olaf Scheuring (* 23. September 1953 in Kiel; † 26. Oktober 2009 in Wien)  war ein deutscher Autor, Regisseur und Schauspieler.

## Leben

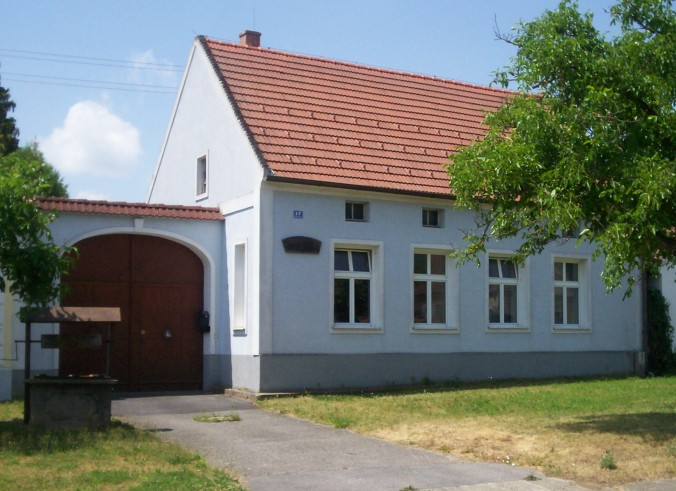
Wohnhaus in Lutzmannsburg

Olaf Scheuring absolvierte sein Abitur an der Fachoberschule für Sozialpädagogik und Sozialökonomie in Bremen, danach arbeitete er bei verschiedenen freien Theatergruppen. 1976 begann Scheuring ein Studium der Darstellenden Kunst an der Hochschule der Künste Berlin. Gemeinsam mit seiner Lebensgefährtin, der österreichischen Schauspielerin Elfriede Irrall, realisierte er deren Dokumentarfilm Ums Freiwerden hätte es ja gehen sollen, 1982 gründeten beide das Theaterspielwerk, eine Bühne ohne festes Haus. Hier war Scheuring in mehreren Funktionen tätig, als Autor, Dramaturg, Regisseur und Schauspieler, aber auch im technischen Bereich. Einen großen Teil seines Schaffens nahm daneben die Theaterarbeit mit Kindern und Jugendlichen ein.
Einige seiner Regiearbeiten waren die europäische Erstaufführung von Ulf oder der blaue Traum des argentinischen Schauspielers und Dramatikers Juan Carlos Gené, die Uraufführungen von Friederike Mayröckers Stücken Lection und Abschiede, Nur Kinder, Küche, Kirche von Franca Rame und Dario Fo sowie Federico García Lorcas Drama Yerma.
Unter dem Titel Und künde anderen von solchem Glück schrieb er gemeinsam mit Elfriede Irrall Vorausschauende Erinnerungen. Nach seinem Tod veröffentlichte Irrall einzelne Gedichte aus Scheurings Feder in dem Band unerhört das leben. Am 22. Februar 2014 strahlte der Österreichische Rundfunk in seiner Reihe Nachtbilder – Poesie und Musik ein Programm mit Gedichten aus diesem Buch aus, gelesen von dem Schauspieler Michael Heltau.
Olaf Scheuring lebte zuletzt mit Elfriede Irrall in Berlin, Wien und Lutzmannsburg. Aufgrund einer Verletzung an der Augenbraue zog sich Scheuring im Herbst 2009 eine Pilzsporeninfektion zu, die zu einer Blutvergiftung führte, der er Ende Oktober desselben Jahres erlag.
Olaf Scheuring und Elfriede Irrall wurden kremiert und in einer Privatgrabstätte im Garten ihres Wohnhauses in Lutzmannsburg beigesetzt. 

## Filmografie
- 1982: Regentropfen
- 1990: Tage der Angst
- 1997: Die Schuld der Liebe

## Veröffentlichungen
- 2012: unerhört das leben (Gedichte, herausgegeben von Elfriede Irrall), Verlag Bibliothek der Provinz, Weitra, ISBN 978-3-9902804-6-1
- 2014: Und künde anderen von solchem Glück (mit Elfriede Irrall), Verlag Bibliothek der Provinz, Weitra, ISBN 978-3-99028-363-9